# 小行星5670
小行星5670（英語：5670 Rosstaylor）是一颗围绕太阳公转的小行星。1985年11月7日，卡罗琳·舒梅克、尤金·舒梅克在帕洛马山发现了此天体。
这颗小行星的绝对星等为198.8926887242954等。